# Újszász
Újszász est une ville et une commune du comitat de Jász-Nagykun-Szolnok en Hongrie.